# (8975) Atthis
(8975) Atthis (4076 T-2) – planetoida z grupy pasa głównego asteroid okrążająca Słońce w ciągu 3,74 lat w średniej odległości 2,41 au. Odkryta 29 września 1973 roku.